# 巴伊利奥坡道

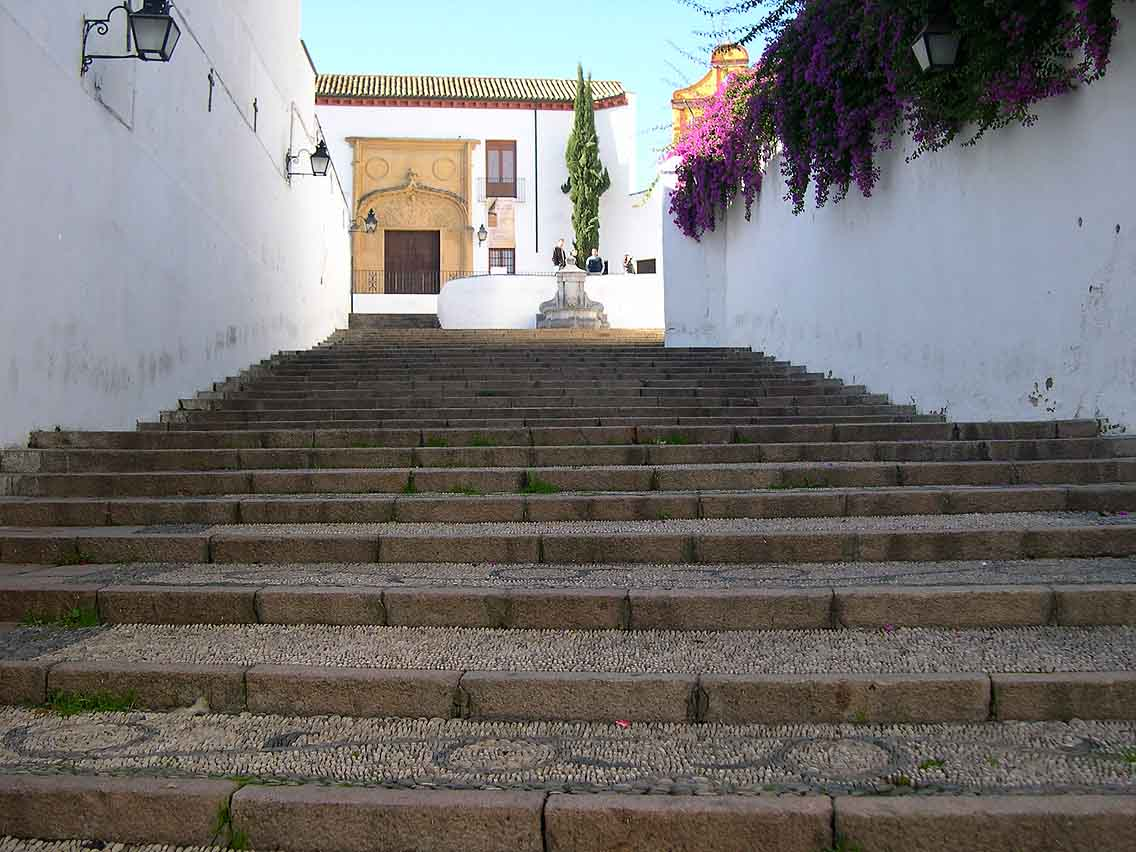
巴伊利奥坡道，背景为巴伊利奥府

巴伊利奥坡道（Cuesta del Bailío）是西班牙科尔多瓦一条联系上城与下城的古老通道，跨越原罗马城墙。巴伊利奥坡道开始于卡博内尔和莫朗街（calle Carbonell y Morand），结束于Alfaros街（calle Alfaros）。可通嘉布遣广场和灯火基督像。 
巴伊利奥府（Casa del Bailío）位于坡道顶部，有着美丽的文艺复兴立面。